# Wolffia
Wolffia es un género con 26 especies de plantas con flores de la familia Araceae. Tienen una distribución cosmopolita, encontrándose en todo el mundo.

## Descripción
Es un género que incluye las más pequeñas plantas con flores de la Tierra. Son plantas  acuáticas y se asemejan a copos de harina de maíz flotando en el agua. Son de libre flotación, de color verde o amarillo-verdoso, y sin raíces. La flor se produce en una depresión en la parte superior del cuerpo de la planta. Tiene un estambre y un pistilo. Es capaz de reproducirse muy rápidamente e incluso de clonarse. Las plantas a menudo flotan juntas en parejas o forman esteras flotantes con plantas, tales como las especies de Lemna y Spirodela.
También llamada lenteja de agua, crece en aguas estancadas, dando la apariencia de espuma verde flotante. La wolffia no alcanza los 2 microgramos de peso y tiene menos de 1 milímetro de longitud, por lo que para distinguirla hay que acercarse mucho a ella.

## Distribución
La mayoría de las especies tienen una distribución muy amplia a través de varios continentes. 

## Propiedades
Las especies de Wolffia contienen alrededor del 40% de proteína, la misma que la de la soja, por lo que tienen un potencial de alto contenido de proteínas para la alimentación humana. Históricamente han sido recogidos del agua y comidos como un vegetal en gran parte de Asia.

## Taxonomía
El género fue descrito por Horkel ex Schleid y publicado en Beiträge zur Botanik 1: 233. 1844.

## Especies deWolffia
- Wolffia angusta
- Wolffia arrhiza
- Wolffia australiana
- Wolffia borealis
- Wolffia brasiliensis
- Wolffia colombiana
- Wolffia cylindracea
- Wolffia elongata
- Wolffia globosa
- Wolffia microscopica
- Wolffia neglecta